# Ryan Briscoe

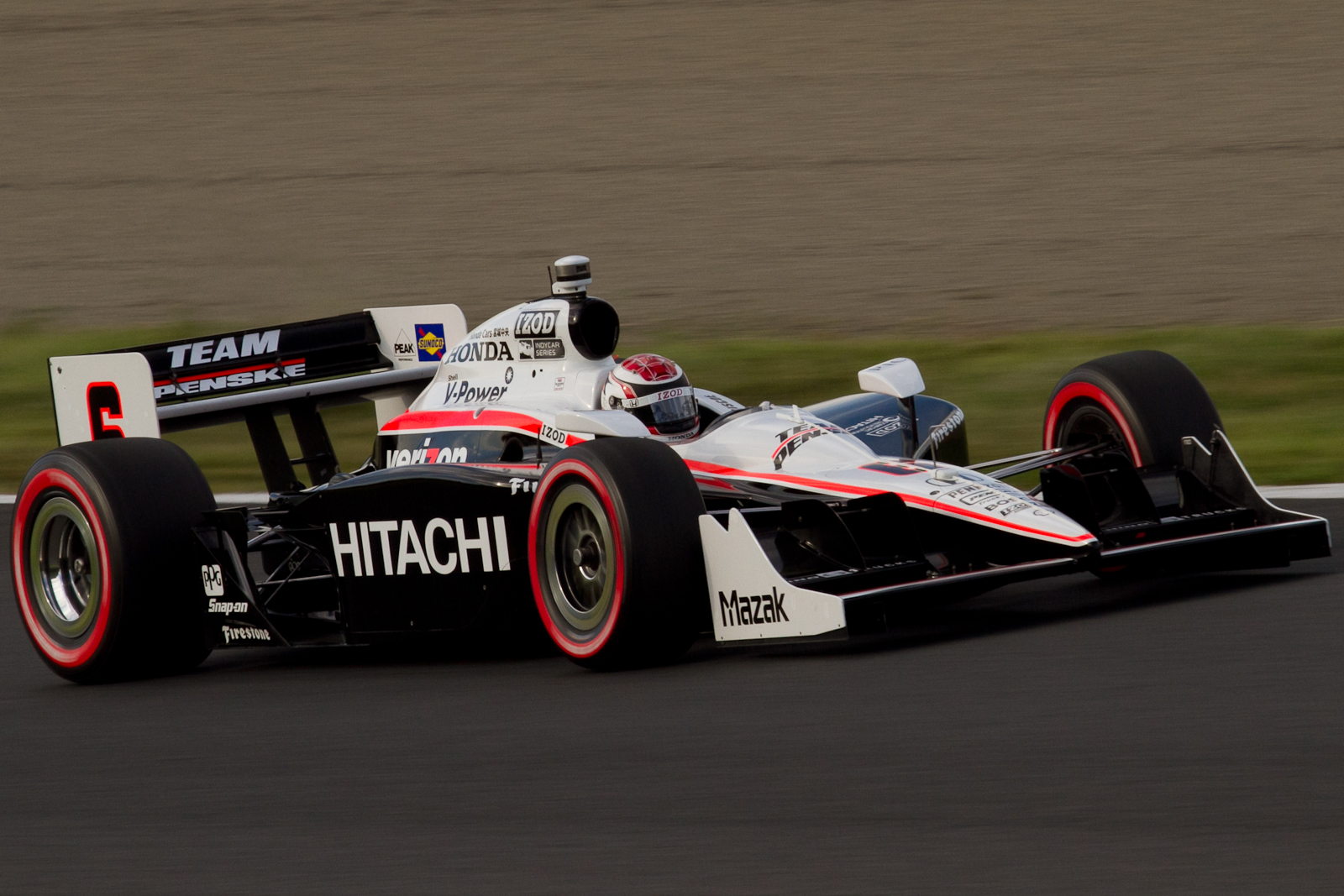
Carro de Ryan Briscoe na IndyCar Series em 2011.

Ryan John Briscoe (24 de setembro de 1981, Sydney) é um automobilista australiano. Em 2013, ele corre pela equipe Chip Ganassi, mas somente as 500 milhas de Indianapolis  na IndyCar Series. Na temporada 2005-2006 disputou quatro provas pela A1 Team Austrália. Ele correu na F1 em 2004
Na Fórmula Indy ele venceu 8 corridas e teve 28 podios, terminando em terceiro em 2009 pela equipe Penske. Também terminou em quinto em 2008 e 2010 e sexto nas temporadas de 2011 e 2012.